# Spöck (Eider)
Die Spöck, im Oberlauf Kirchenmoorwasser, ist ein Wasserlauf, der in der Gemeinde Böhnhusen entspringt. Sie kreuzt die einzige durch den Ort Böhnhusen verlaufende Straße und mündet nördlich von Brügge  in die Obere Eider. 
Der Fluss hat eine Gesamtlänge von ungefähr 5 km. Er ist ursprünglich künstlicher Natur, um die angrenzenden Moore, besonders das Techelsdorfer Moor zu entwässern. In heißen Sommern ist er ausgetrocknet.
Die Spöck findet sich im Wappen von Böhnhusen als stilisierter blauer Faden im unteren Teil des Wappens wieder. 

## Nachweise
1. 1 2  Digitaler Atlas Nord (Memento des Originals vom 7. August 2011 im Internet Archive)  Info: Der Archivlink wurde automatisch eingesetzt und noch nicht geprüft. Bitte prüfe Original- und Archivlink gemäß Anleitung und entferne dann diesen Hinweis.